# Riotorto (parroquia)
Riotorto(llamada oficialmente San Pedro de Riotorto) es una parroquia española del municipio de Riotorto, en la provincia de Lugo, Galicia.

## Organización territorial
La parroquia está formada por veintiuna entidades de población, constando quince de ellas en el nomenclátor del Instituto Nacional de Estadística español:

### Entidades de población
Entidades de población que forman parte de la parroquia:
- Aldreu
- A Grova*
- Alxibre e Grova (O Alxibre)*
- Caboxo (O Caboxo)
- Cachán
- Chairas e Treitas (Chairas)
- Cornide
- Corral (O Curral)
- Hortobello (O Hortovello)
- Mazo (O Mazo)
- Mundín
- Pértega (A Pértega)
- Rodrigas (As Rodrigas)
- Souto de Val (O Souto de Vale)
- Teixeiro (O Teixeiro)
- Torrentas (As Torrentas)
- Treitas*
- Val (Vale)
- Valverde
- Veiga (A Veiga)

### Despoblado
Despoblado que forma parte de la parroquia:
- San Pedro

## Demografía
| Gráfica de evolución demográfica de Riotorto entre 2000 y 2021 |
|                                                                |
| Datos según el nomenclátor publicado por el INE.               |